# Saint-Projet-de-Salers
Pour les articles homonymes, voir Saint-Projet.
Saint-Projet-de-Salers est une commune française située dans le département du Cantal, en région Auvergne-Rhône-Alpes.

## Géographie

### Localisation

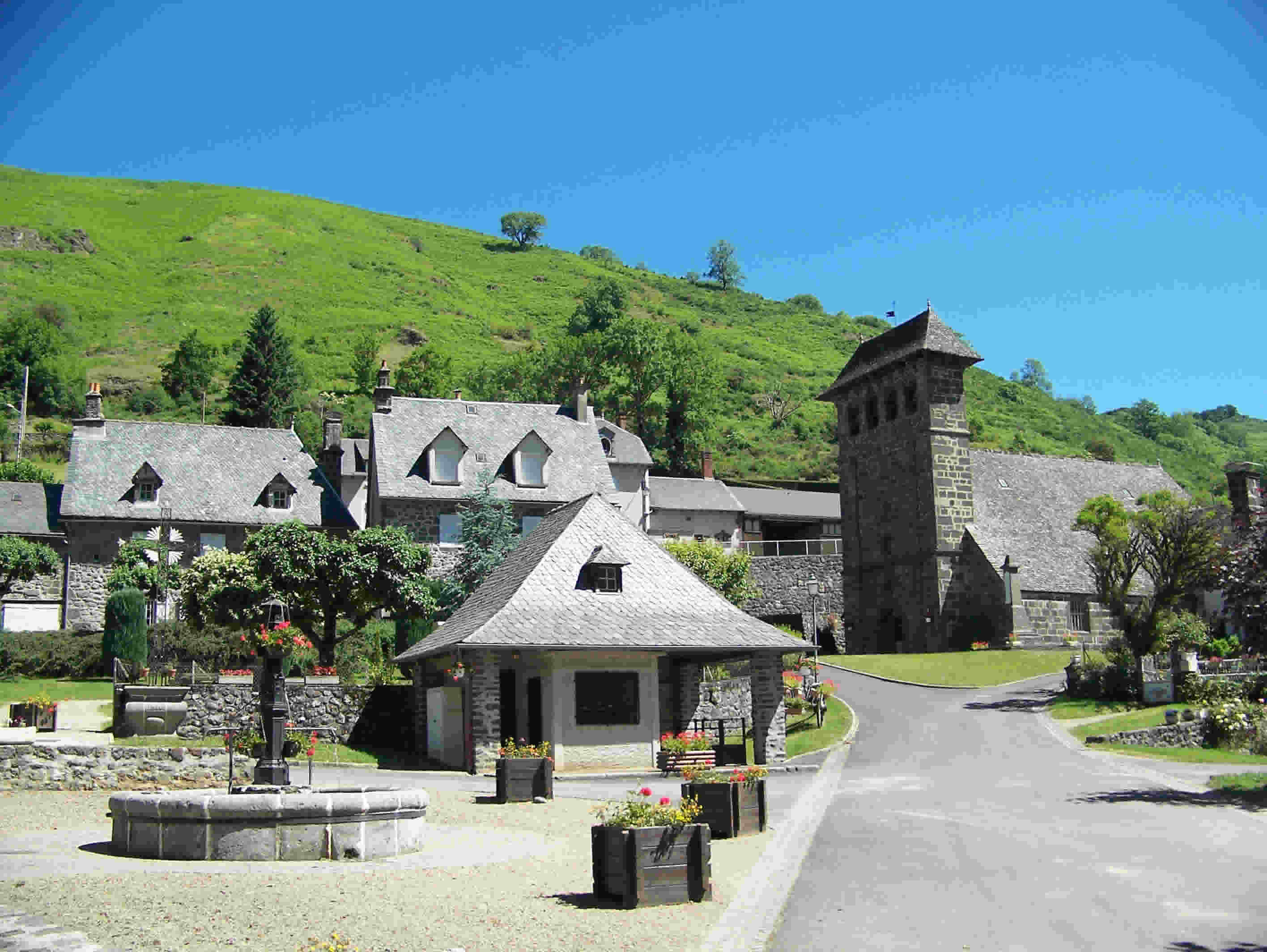
La place du village
de Saint-Projet-de-Salers.

À proximité de la cité médiévale de Salers, mais aussi de Tournemire et du château d'Anjony, le village de Saint-Projet-de-Salers est situé dans la région des monts du Cantal, à 808 mètres d'altitude, au cœur d'un immense volcan.

### Communes limitrophes
Le territoire de la commune est limitrophe de ceux de 11 communes.
Les communes limitrophes sont Le Falgoux, Le Fau, Fontanges, Girgols, Lascelle, Mandailles-Saint-Julien, Saint-Cernin, Saint-Chamant, Saint-Cirgues-de-Jordanne, Saint-Martin-Valmeroux et Tournemire.
| Saint-Martin-Valmeroux     | Fontanges              | Le Falgoux Le Fau         |
| Saint-Chamant Saint-Cernin | Saint-Projet-de-Salers | Mandailles-Saint-Julien   |
| Tournemire                 | Girgols Lascelle       | Saint-Cirgues-de-Jordanne |

### Géologie et relief
Elle est dominée d’un côté par le puy Chavaroche culminant à 1 736 mètres et de l’autre par la barrière rocheuse de Cabrespine et le col de Légal (1 231 mètres).

### Hydrographie
La commune est arrosée par la rivière la Bertrande et par son affluent la Doire qui y prennent naissance.

### Climat
Pour des articles plus généraux, voir Climat d'Auvergne-Rhône-Alpes et Climat du Cantal.
En 2010, le climat de la commune est de type climat de montagne, selon une étude du CNRS s'appuyant sur une série de données couvrant la période 1971-2000. En 2020, Météo-France publie une typologie des climats de la France métropolitaine dans laquelle la commune est exposée à un climat de montagne ou de marges de montagne et est dans la région climatique Ouest et nord-ouest du Massif Central, caractérisée par une pluviométrie annuelle de 900 à 1 500 mm, maximale en automne et en hiver.
Pour la période 1971-2000, la température annuelle moyenne est de 8,6 °C, avec une amplitude thermique annuelle de 14,7 °C. Le cumul annuel moyen de précipitations est de 1 726 mm, avec 13,8 jours de précipitations en janvier et 9,1 jours en juillet. Pour la période 1991-2020, la température moyenne annuelle observée sur la station météorologique de Météo-France la plus proche, sur la commune de Marmanhac à 10 km à vol d'oiseau, est de 10,6 °C et le cumul annuel moyen de précipitations est de 1 461,7 mm,. Pour l'avenir, les paramètres climatiques de la commune estimés pour 2050 selon différents scénarios d'émission de gaz à effet de serre sont consultables sur un site dédié publié par Météo-France en novembre 2022.

## Urbanisme

### Typologie
Au 1er janvier 2024, Saint-Projet-de-Salers est catégorisée commune rurale à habitat très dispersé, selon la nouvelle grille communale de densité à 7 niveaux définie par l'Insee en 2022.
Elle est située hors unité urbaine. Par ailleurs la commune fait partie de l'aire d'attraction d'Aurillac, dont elle est une commune de la couronne,. Cette aire, qui regroupe 85 communes, est catégorisée dans les aires de 50 000 à moins de 200 000 habitants,.

### Occupation des sols
L'occupation des sols de la commune, telle qu'elle ressort de la base de données européenne d’occupation biophysique des sols Corine Land Cover (CLC), est marquée par l'importance des forêts et milieux semi-naturels (85,9 % en 2018), en augmentation par rapport à 1990 (85 %). La répartition détaillée en 2018 est la suivante : 
milieux à végétation arbustive et/ou herbacée (54,5 %), forêts (31,4 %), prairies (12,7 %), zones agricoles hétérogènes (1,4 %). L'évolution de l’occupation des sols de la commune et de ses infrastructures peut être observée sur les différentes représentations cartographiques du territoire : la carte de Cassini (XVIIIe siècle), la carte d'état-major (1820-1866) et les cartes ou photos aériennes de l'IGN pour la période actuelle (1950 à aujourd'hui).

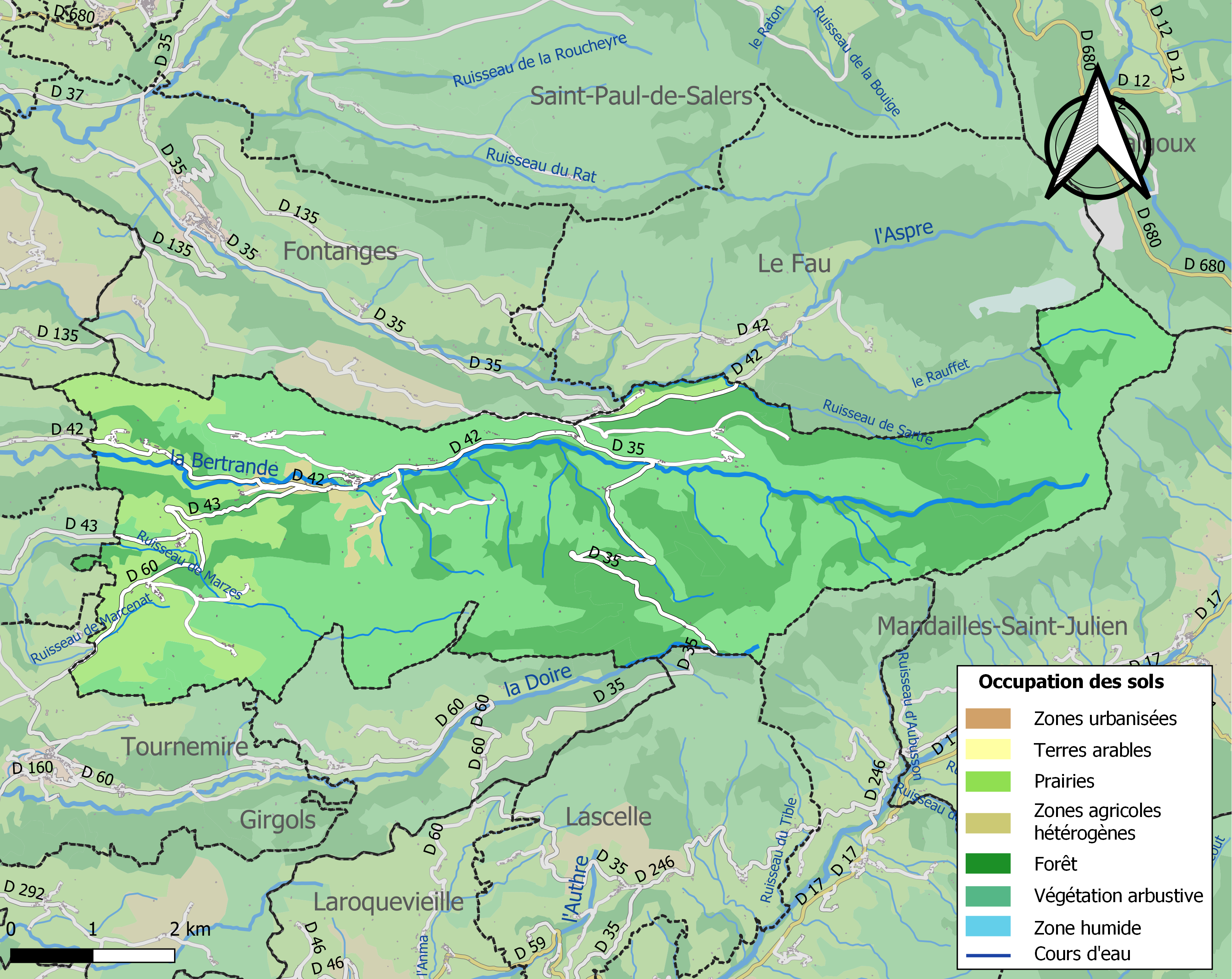
Carte des infrastructures et de l'occupation des sols de la commune en 2018 (CLC).

### Habitat et logement
En 2020, le nombre total de logements dans la commune était de 159, alors qu'il était de 157 en 2014 et de 158 en 2009.
Parmi ces logements, 44,7 % étaient des résidences principales, 42,8 % des résidences secondaires et 12,6 % des logements vacants. Ces logements étaient pour 94,3 % d'entre eux des maisons individuelles et pour 5,7 % des appartements.
Le tableau ci-dessous présente la typologie des logements à Saint-Projet-de-Salers en 2020 en comparaison avec celle du Cantal et de la France entière. Une caractéristique marquante du parc de logements est ainsi une proportion de résidences secondaires et logements occasionnels (42,8 %) supérieure à celle du département (20,6 %) et à celle de la France entière (9,7 %). Concernant le statut d'occupation des résidences principales, 73,2 % des habitants de la commune sont propriétaires de leur logement (72,9 % en 2014), contre 70,6 % pour le Cantal et 57,5 pour la France entière.
| Typologie                                               | Saint-Projet-de-Salers | Cantal | France entière |
| ------------------------------------------------------- | ---------------------- | ------ | -------------- |
| Résidences principales (en %)                           | 44,7                   | 67,7   | 82,1           |
| Résidences secondaires et logements occasionnels (en %) | 42,8                   | 20,6   | 9,7            |
| Logements vacants (en %)                                | 12,6                   | 11,7   | 8,2            |

## Toponymie
L'origine du nom de Saint-Projet remonterait à Praejectus, évêque d'Auvergne du VIIe siècle qui aurait ainsi donné son nom aux communes de Saint-Projet  (Charente, Lot, Tarn-et-Garonne...), dont les formes anciennes sont Sanctus Prejectus.
Puis, le nom du village se transforma en Saint-Projet, pour devenir Saint-Projet-de-Salers en 1949, car appartenant au canton de Salers.
Au cours de la période révolutionnaire de la Convention nationale (1792-1795), la commune a porté le nom de Bertrande.
En auvergnat, la langue régionale traditionnelle, son nom se prononce « Sant Projé de Saguère ». Il s'écrit ainsi en écriture mistralienne, mais il s'écrit Sant Projê de Saguer en écriture auvergnate unifiée et Sant Prejet de Salèrn en graphie classique.

## Histoire
L'église de Saint-Projet-de-Salers date du XVIIIe siècle et est caractérisée par son clocher dit à peigne. Elle a pu être bâtie par la maison de Tournemire.   
La cure de Saint-Projet-de-Salers était un prieuré dont les revenus étaient partagés entre le curé et les prêtres de Fontanges, village de la vallée voisine, à 5 km.
La seigneurie de Saint-Projet-de-Salers était divisée entre les maisons de Montal et de Tournemire.
Saint-Projet-de-Salers était riche de trois châteaux :
- le château du Béraldet, cité au XVIIIe siècle tenait son nom d'un certain Beraud qui l'avait fait construire. C'était un fief qui appartenait dans l'origine à la maison de Tournemire. Il était entré, vers la fin du XVIe siècle, dans celle de Nozières Montal, et vers le milieu du XVIIe siècle, dans celle de Lasalle. Aujourd'hui, des vestiges sont visibles sur une butte isolée de la montagne du Roussy, village situé sur les bords du ruisseau de Merlius, à l'ouest ;
- le logis de Lamargé, datant du XVe siècle, était flanqué de trois tours de plan carré. Maintenant, il ne reste plus de traces de ce bâtiment, et on ne trouve que les bâtiments d'une ferme ;
- le château de La Roche, désigné sous le nom de Château-Vieux. En 1789, La Roche était la propriété de M. de Lamargé. Les ruines, dont on ne possède aucun document, sont signalées au XIXe siècle sur le sommet d'un rocher d'une grande élévation. Une légende court sur ce Château-Vieux et témoigne de « l'existence d'une grosse pierre avec un anneau, en dessous de laquelle se trouve le trésor du château. Seulement, sans l'aide de personne, il est impossible de soulever cette imposante pierre, et de retour avec du renfort, il est alors impossible de la retrouver ».

Le village de Saint-Projet-de-Salers a vu sa population fortement diminuer au début du siècle. En 1900, on y dénombrait encore 1 127 habitants, répartis dans un bourg, 13 villages, 9 hameaux et 160 maisons.
Quelques hameaux ont disparu, comme le Dixain, Espinasse. Les habitations sont tombées en ruine, d'autres ont changé de nom. C'est le cas d'Emboudou qui est devenu Boudou, d'Embonnaves qui s'est raccourci à Bonnaves, Feydeval en Freygevial, la Margé en Lamargé, la Persouire en Persuyre.
Saint-Projet-de-Salers possédait également une école et toutes sortes de commerçants.
Toutefois, en 2015, le village voit sa population augmenter avec de nouvelles naissances.

## Politique et administration
| Période                                  | Période   | Identité     | Étiquette | Qualité |
| ---------------------------------------- | --------- | ------------ | --------- | --- |
| Les données manquantes sont à compléter. |           |              |           | |
| avant 1988                               | mars 2001 | André Magne  | DVD       | |
| mars 2001                                | 2017      | Bruno Faure  | DVD       | Cadre supérieur Conseiller général du canton de Salers (2004-2015) Conseiller départemental du canton de Naucelles depuis 2015 |
| 2017                                     | En cours  | Pierre Lafon | DVD       | |

## Population et société

### Démographie

#### Évolution démographique
L'évolution du nombre d'habitants est connue à travers les recensements de la population effectués dans la commune depuis 1793. Pour les communes de moins de 10 000 habitants, une enquête de recensement portant sur toute la population est réalisée tous les cinq ans, les populations de référence des années intermédiaires étant quant à elles estimées par interpolation ou extrapolation. Pour la commune, le premier recensement exhaustif entrant dans le cadre du nouveau dispositif a été réalisé en 2005.

En 2022, la commune comptait 133 habitants, en évolution de −3,62 % par rapport à 2016 (Cantal : −1,08 %, France hors Mayotte : +2,11 %).
| 1793  | 1800 | 1806  | 1821  | 1831  | 1836  | 1841  | 1846  | 1851  |
| ----- | ---- | ----- | ----- | ----- | ----- | ----- | ----- | ----- |
| 1 093 | 840  | 1 171 | 1 153 | 1 106 | 1 111 | 1 160 | 1 090 | 1 127 |

| 1856 | 1861 | 1866 | 1872 | 1876 | 1881 | 1886 | 1891 | 1896 |
| ---- | ---- | ---- | ---- | ---- | ---- | ---- | ---- | ---- |
| 965  | 901  | 756  | 809  | 770  | 782  | 798  | 806  | 709  |

| 1901 | 1906 | 1911 | 1921 | 1926 | 1931 | 1936 | 1946 | 1954 |
| ---- | ---- | ---- | ---- | ---- | ---- | ---- | ---- | ---- |
| 708  | 671  | 653  | 608  | 555  | 546  | 565  | 441  | 388  |

| 1962 | 1968 | 1975 | 1982 | 1990 | 1999 | 2005 | 2006 | 2010 |
| ---- | ---- | ---- | ---- | ---- | ---- | ---- | ---- | ---- |
| 381  | 325  | 225  | 186  | 157  | 117  | 128  | 124  | 126  |

| 2015 | 2020 | 2022 | - | - | - | - | - | - |
| ---- | ---- | ---- | - | - | - | - | - | - |
| 138  | 133  | 133  | - | - | - | - | - | - |

#### Pyramide des âges
La population de la commune est relativement âgée. En 2020, le taux de personnes d'un âge inférieur à 30 ans s'élève à 21,1 %, soit un taux inférieur à la moyenne départementale (26,7 %). Le taux de personnes d'un âge supérieur à 60 ans (41,4 %) est supérieur au taux départemental (36,3 %).
En 2020, la commune comptait 65 hommes pour 68 femmes, soit un taux de 51,13 % de femmes, inférieur au taux départemental (51,16 %).
Les pyramides des âges de la commune et du département s'établissent comme suit :
| Hommes | Classe d’âge | Femmes |
| ------ | ------------ | ------ |
| 0,0    | 90 ou +      | 2,9    |
| 16,9   | 75-89 ans    | 8,8    |
| 24,6   | 60-74 ans    | 29,4   |
| 24,6   | 45-59 ans    | 27,9   |
| 13,8   | 30-44 ans    | 8,8    |
| 10,8   | 15-29 ans    | 14,7   |
| 9,2    | 0-14 ans     | 7,4    |

| Hommes | Classe d’âge | Femmes |
| ------ | ------------ | ------ |
| 1,2    | 90 ou +      | 3,1    |
| 10,1   | 75-89 ans    | 13,5   |
| 22,9   | 60-74 ans    | 22,6   |
| 21,8   | 45-59 ans    | 20,5   |
| 16,1   | 30-44 ans    | 15,2   |
| 13,8   | 15-29 ans    | 11,9   |
| 14,2   | 0-14 ans     | 13,3   |

## Économie
Accessible par la D 35, la station de sports d'hiver du col de Légal se trouve sur la commune.

## Culture locale et patrimoine

### Lieux et monuments
À Saint-Projet-de-Salers :
- église ancienne avec un clocher à peigne ;
- habitations caractéristiques du Cantal et de la zone « montagne ».
- Buron de Cabrespine  1 340 m , refuge de montagne